# Leandro Marconi
Pour les articles homonymes, voir Marconi.
Ne doit pas être confondu avec Leandro Marconi (1763-1837).
Leandro Marconi (Leandro Jan Ludwik Marconi) (né le 23 avril 1834 à Varsovie et mort le 8 octobre 1919 à Montreux est un architecte polonais, actif principalement à Varsovie. Son père est Enrico Marconi, également un célèbre architecte associé à cette ville, tandis que son cousin Leonard Marconi est un sculpteur. .

## Biographie
Né Leandro Jan Ludwik Marconi le 23 avril 1834 à Varsovie alors Royaume de Pologne. Son père Enrico Marconi est un architecte réputé, qui a déménagé en Pologne en 1822 et s'est installé à Varsovie, tandis que sa mère Margareth Heiton est une dame d'origine écossaise.
Leandro Marconi est diplômé du gymnasium local de Varsovie et commence sa carrière d'architecte sous la tutelle de son père. Au départ, les deux collaborent à la construction de l'hôtel Europejski (1856–1859) et avec Jan Kacper Heurich à la construction d'une église paroissiale à Wilanów (1857-1860). Son premier grand projet est une villa  financée par Wilhelm Ellis Rau. Le bâtiment achevé en 1868, considéré comme réussi, lance la carrière de Marconi. Jusqu'à la fin de la décennie, il est l'auteur, entre autres, du plan de rénovation de la villa de son père à Ujazdów Av. (surnommé « palais sous l'artichaut »), le siège monumental de Bank Handlowy (1873), la maison de Stanisław Zamoyski, et une villa pour la famille Sobański (1877). Le plus connu de ses projets - la grande synagogue de Varsovie a été commandé en 1877.
À cette époque, Leandro Marconi a également construit un palais de  style néo-Renaissance pour Konstanty Zamoyski dans la rue Foksal, une résidence de la famille Branicki dans les jardins Frascati et de nombreux palais et églises à l'extérieur de Varsovie. Pendant de nombreuses années, il a supervisé la reconstruction du palais de Wilanów, la résidence d'été des rois polonais. Il serait également l'auteur de la synagogue Nożyk, bien que sa paternité ne soit pas certaine. Il est mort le 8 octobre 1919 à Montreux . Il est un ancêtre de Carlo Acutis.

## Galerie

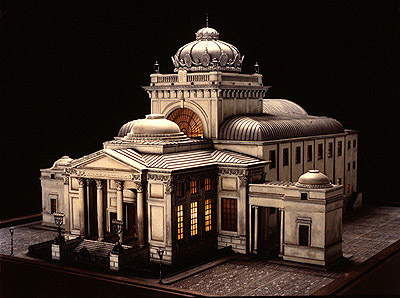
Maquette de la grande synagogue de Varsovie
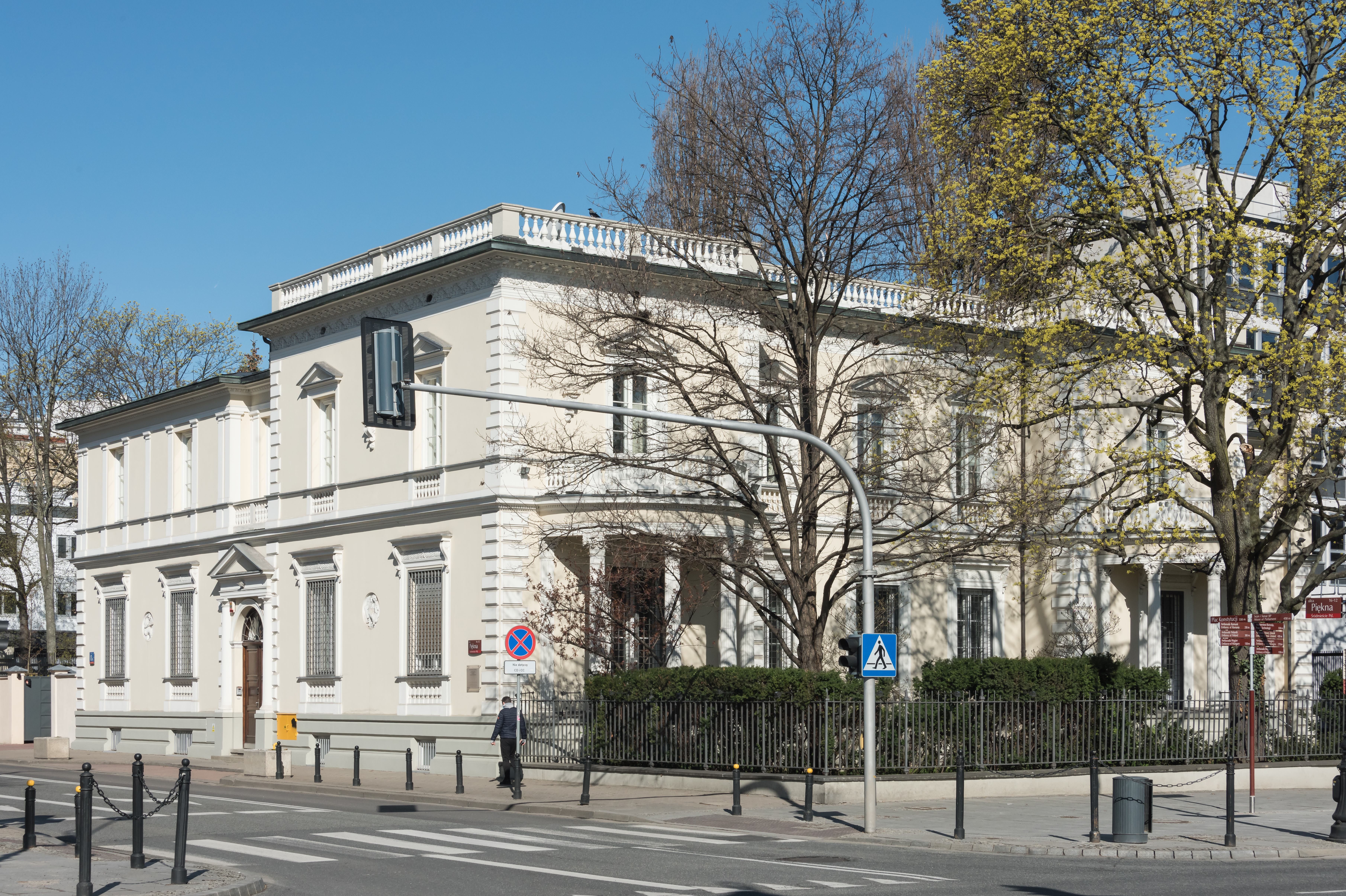
Palais Rau (reconstruit 1948-1949)
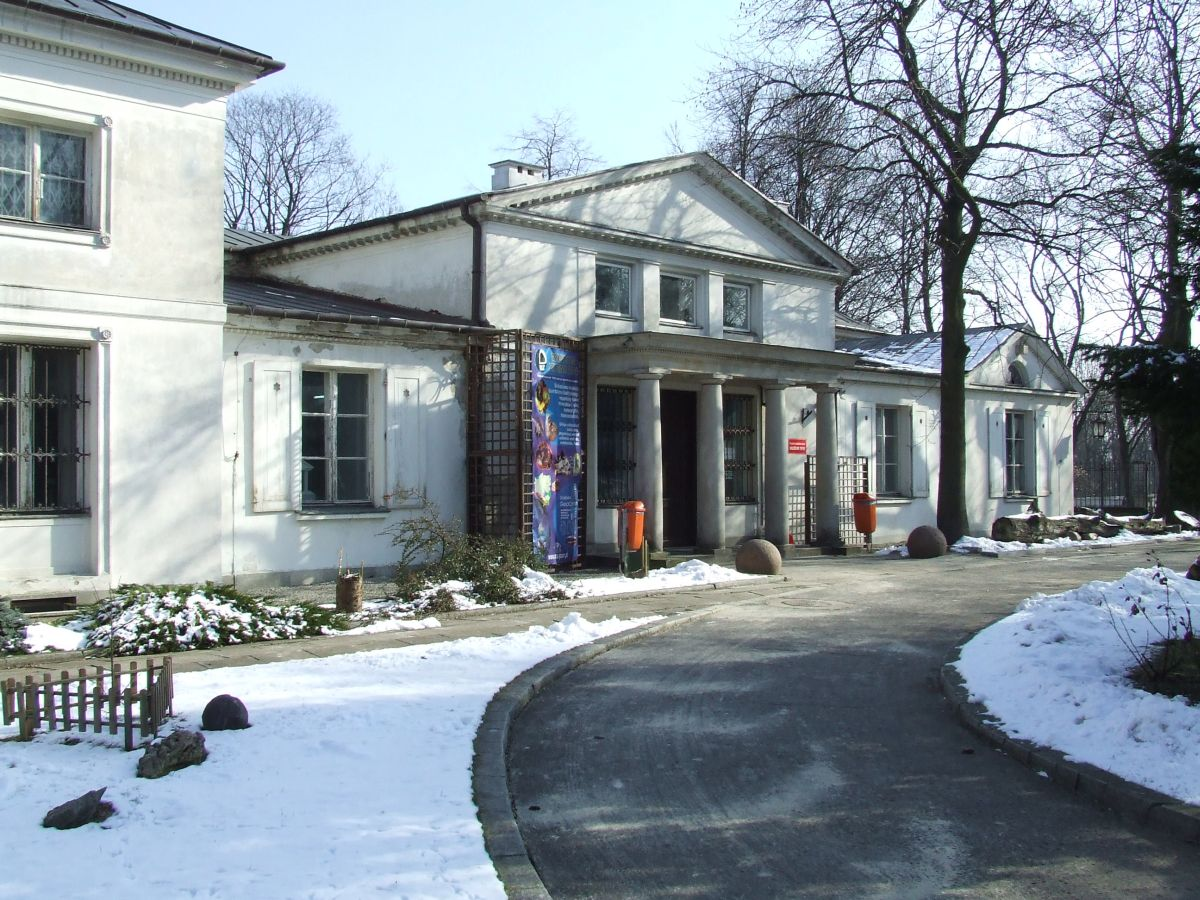
Petit palais blanc dans la rue Frascati
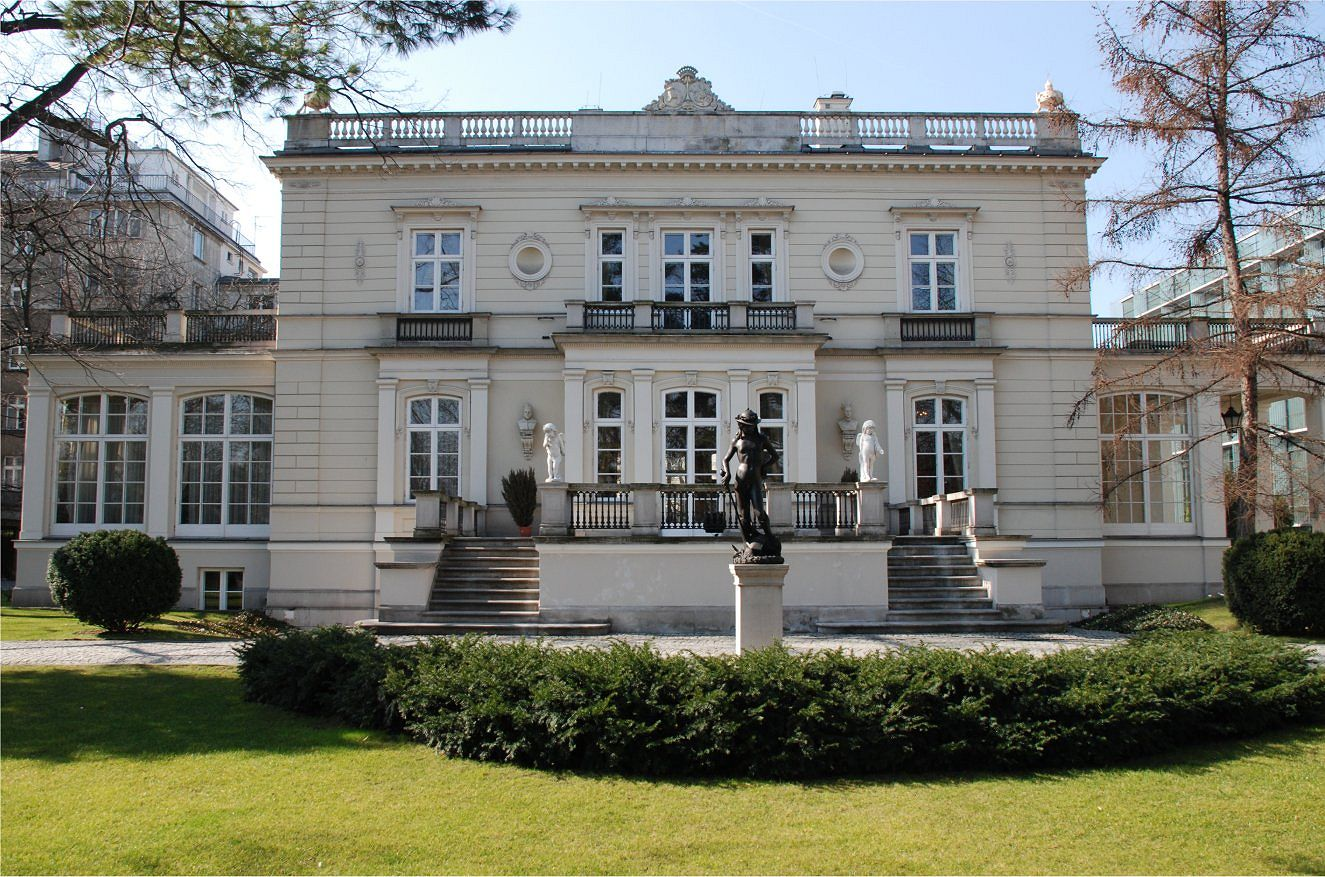
Palais Sobańskis, Varsovie
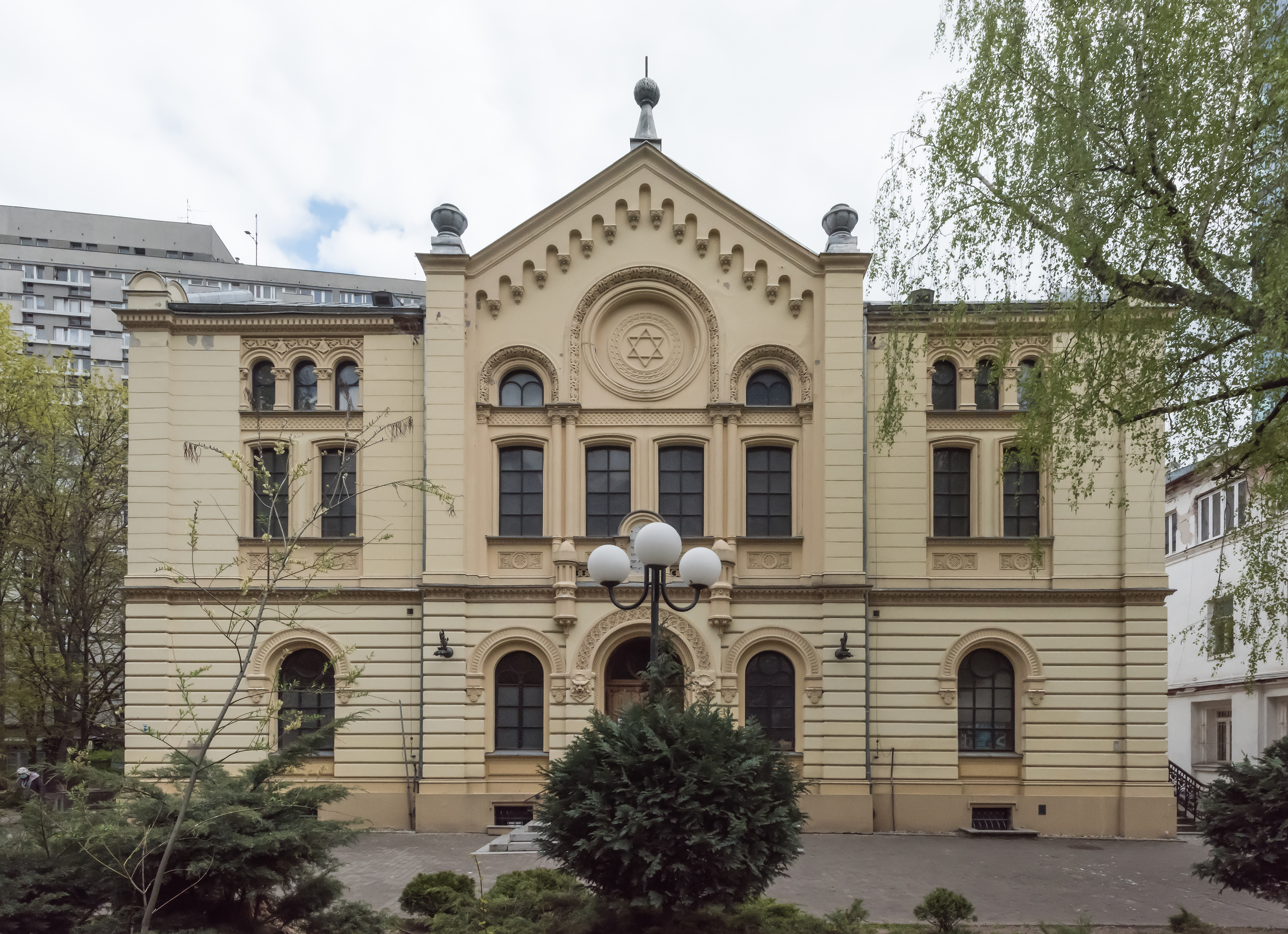
Synagogue Nożyk (attribution)
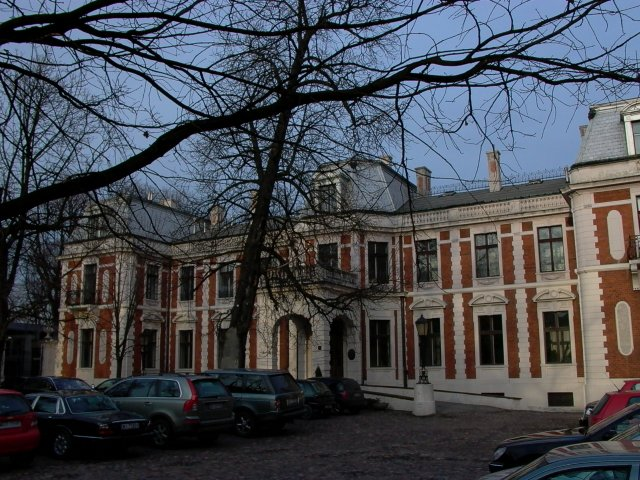
Palais Konstanty Zamoyski, Varsovie
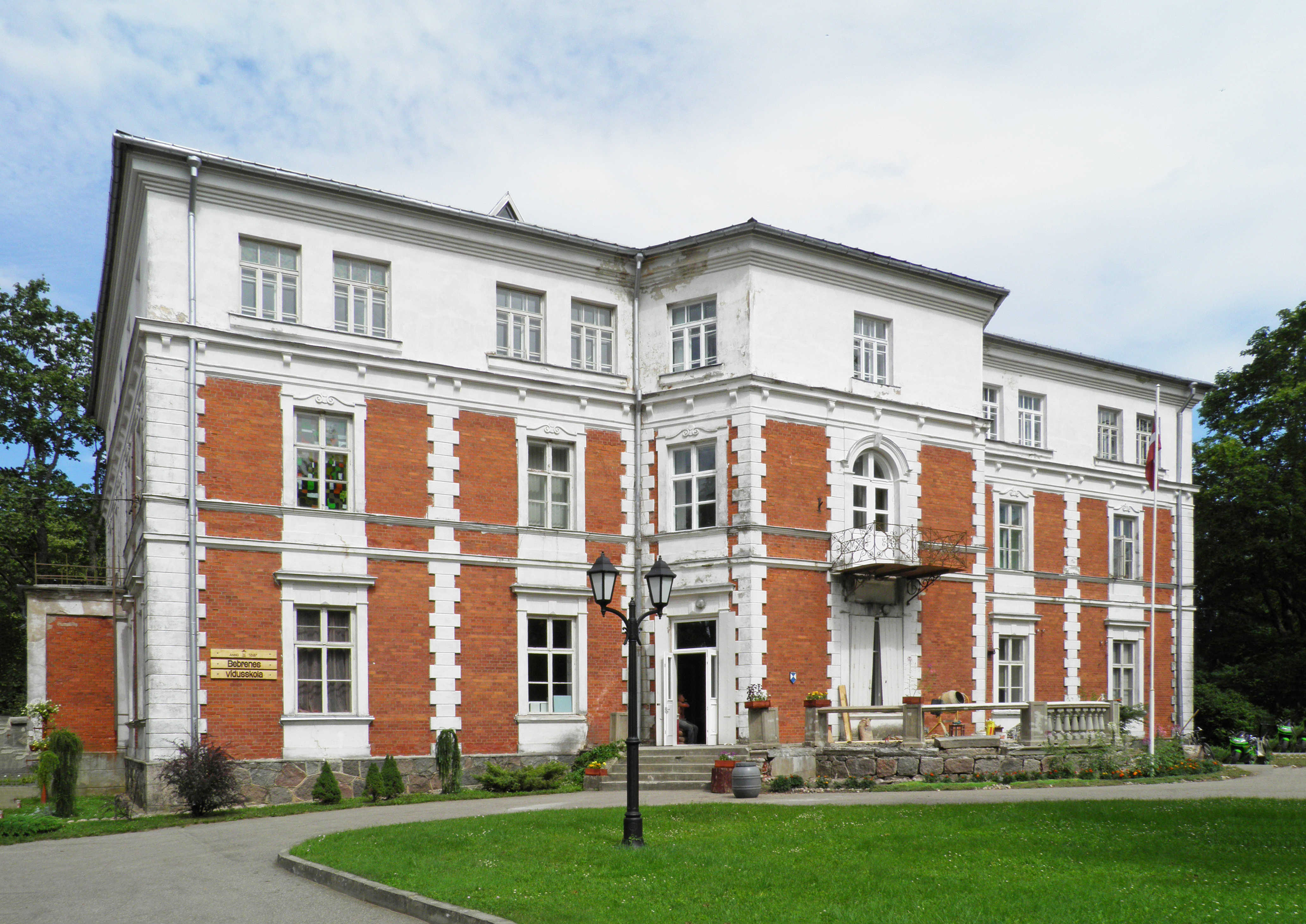
Manoir Bebrene en Lettonie